# Yanguas de Eresma
Yanguas de Eresma ist ein Ort und eine Gemeinde (municipio) mit 117 Einwohnern (Stand: 2024) in der zentralspanischen Provinz Segovia in der Autonomen Region Kastilien-León. Neben dem Hauptort Yanguas de Eresma ist auch der Weiler San Pedro Teil der Gemeinde.

## Lage und Klima
Yanguas de Eresma liegt in der kastilischen Meseta in ca. 890 m Höhe ungefähr 17 Kilometer (Fahrtstrecke) nordwestlich der Provinzhauptstadt Segovia. Am westlichen Rand der Gemeinde fließt der Río Eresma. Durch den östlichen Teil der Gemeinde führt die Autovía A-601. Das Klima ist gemäßigt bis warm; Regen (594 mm/Jahr) fällt mit Ausnahme der trockenen Sommermonate übers Jahr verteilt.

## Bevölkerungsentwicklung
| Jahr      | 1970 | 1981 | 1991 | 2001 | 2011 | 2021 |
| Einwohner | 384  | 259  | 209  | 191  | 159  | 126  |

## Sehenswürdigkeiten
- Kirche Mariä Himmelfahrt
- Christuskapelle
- Kreuzkapelle